# Angel-vízesés
Az Angel-vízesés, vagyis a Kerekupai-Merú a világ legmagasabb vízesése, Venezuela keleti részén, Bolívar államnak a Gran Sabana régiójában lévő Canaima Nemzeti Parkjában található. A vízesés az Auyán-Tepui nevű magaslatról zuhan alá a Churun folyóból az Ördög-szurdokba. Az Angel-vízesés magassága, a teljes szintkülönbséget számítva 979 méter. Ezen belül a víz megszakítás nélkül 807 métert zuhan egy szikla pereméig, amelyen átbukva  további 172 métert zuhan a hegy lábáig, egy hatalmas sziklamedencébe.

## Felfedezésének története

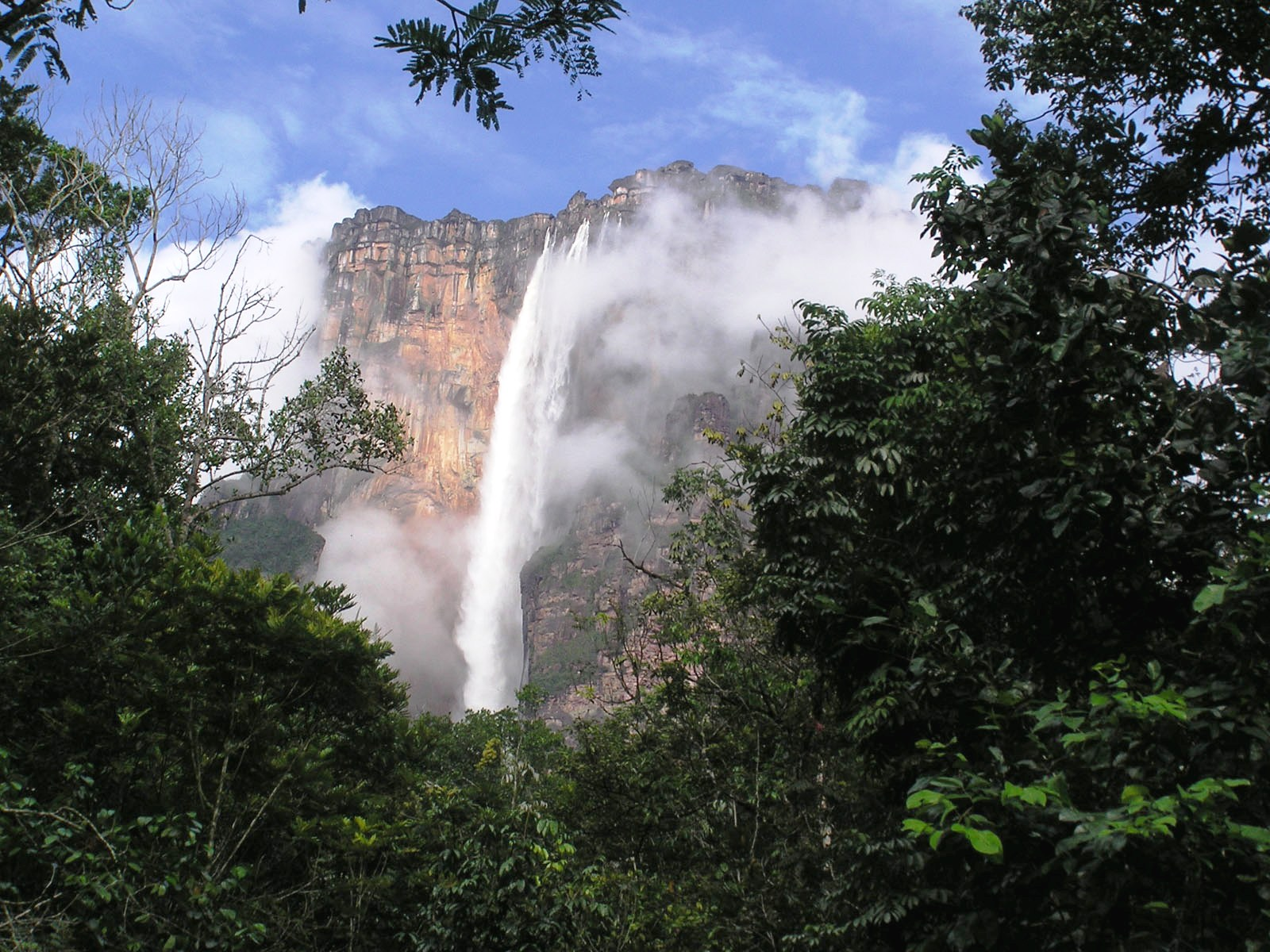
Angel-vízesés

Bár a venezuelai Ernesto Sánchez la Cruz 1912-ben már felfedezte a vízesést, azonban mivel nem publikálta azt, így csak 1933-ban lett ismert, amikor is az első világháborút megjárt amerikai  pilóta, James Angel, teljes nevén James Crawford Angel Marshall (1899–1956) 1933. november 16-án (más források szerint 1935-ben) újra felfedezte.
James Angel egyfedeles repülőgépével egy folyót keresett Venezuelában, amelynek állítólagos gazdag aranytartalmára  még évekkel azelőtt hívta fel a figyelmét egy idős geológus kutató.  Venezuela hatalmas fennsíkját a Guyanai-fennsíkot fésülte át,  amikor megpillantott egy kisebb folyót, amely a térkép által jelöletlen volt . A pilóta azonnal letért a tervezett útirányáról, és a folyóiránnyal szemben repülve megpróbálta felkutatni a folyó forrásvidékét. Így jutott el az  Auyan Tepuí (Ördög-hegy) hegycsoporthoz. Amely  a helyi indiánok (tepui) nyelvén az istenek lakhelyét jelenti. Az ismeretlen folyó ennek a hegynek az oldalában, egy mély szurdokban haladt. A szurdok kijáratánál pillantotta meg a hatalmas, két részből álló vízesést. Visszatérve Venezuela fővárosába, Caracasba beszámolt a felfedezéséről  két kutatónak, és együtt  szerveztek két évre rá egy expedíciót a vízeséshez. Az expedíció 1937. október 9-én indult útjára. James Angel, a felesége Marie és két társa repülőgéppel keresett leszállóhelyet a fennsíkon. Vállalkozásuk kis híján kudarcba fulladt, mivel  bár baj nélkül sikerült landolniuk, a választott terület mocsarassága miatt ott kellett hagyniuk a gépet és gyalog kellett  megtenniük az utat visszafelé. Végül sikerült átvágniuk a dzsungelen, amikor már mindenki lemondott róluk. A repülőgépet később megtalálták 1956-ban, jelenleg bárki megnézheti a Ciudad Bolívar Múzeumban, Caracasban. 

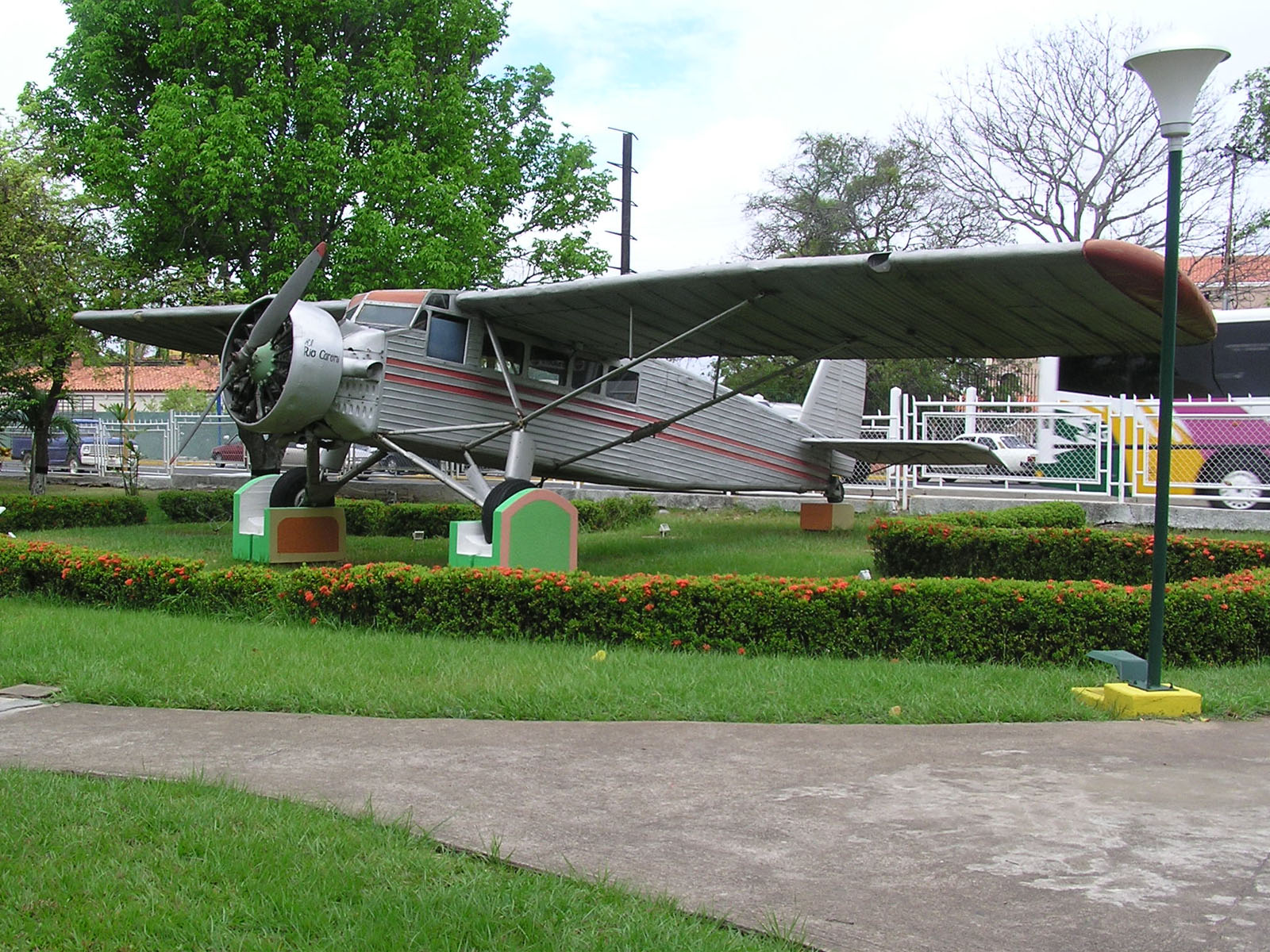
James Angel repülője

 Angel állítását, hogy felfedezte a világ legmagasabb vízesését, csak 1949-ben igazolták. Ugyanis a pilóta térképén bejelölt helyre csak 12 év után jutott el szárazföldi úton expedíció. Ruth Robertson expedíciója motoros kenukon közelítette meg a vízesést. Megmérték a magasságát és 978 méternek találták. Ez csaknem 18-szor magasabb, mint a Niagara-vízesés.  James Angel továbbra is vonzották az ismeretlen tájak, halálát is  akkor lelte, 1956-ban amikor lezuhant gépével a trópusi hegyek feltérképezése közben , de nevét a róla elnevezett vízesés mindörökre megőrzi. Hamvait  is ott, a nevét viselő vízesés fölött szórták szét.

## Geológiai adatok

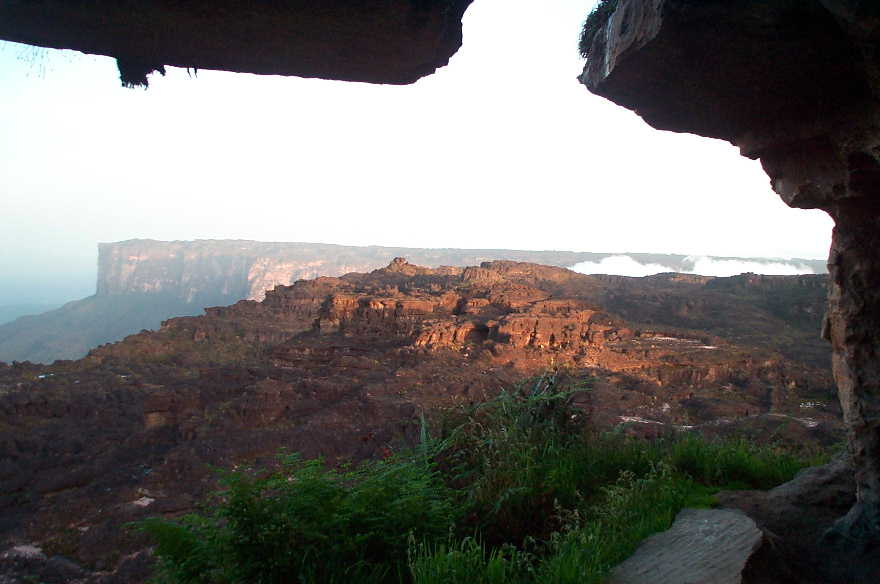
Kukenán-tepui táblahegy

A vízesés földünk egyik legkevésbé feltárt táján, a dél-amerikai Guyanai-hegyvidék területén található. A fennsík legérdekesebb, legnehezebben megközelíthető délkeleti részén homokkőből felépülő fennsíkok találhatóak amelyeket az esőzésekből kialakuló vizek az évmilliók során borotvaként vágtak át táblahegyeket alakítva ki így. A Guyanai-hegyvidék nagy részét sűrű trópusi őserdő borítja, míg a táblahegyek tetején szavannanövényzet található.
A vízesés egy ilyen fennsíkon található és a fennsík homokkőrétegébe vágott mély hasadékokból zúdul alá a mélybe. Vizét a csapadékból nyeri. A fennsík csupasz és terméketlen, a lehulló csapadék így azonnal a fennsík belsejébe szivárog a kőzetek repedésein és a vízeséseket táplálja. A 770 km² kiterjedésű fennsík repedéseibe és hasadékaiba nagy mennyiségű – átlagosan évi 7620 mm – csapadék jut, s ez táplálja a vízesést. A lezúduló vizet a Churún folyó szállítja el, amely később a Carraóba ömlik. Vízhozama igencsak változó, az esős évszakban természetesen mindig sokkal nagyobb, és ilyenkor a lezúduló víz nagy része finom permetté alakulva terjed szét az őserdőben. Száraz évszakban viszont néha előfordul, hogy a zuhatag vize nem is éri el a folyót, vizéből pára(köd) lesz még azelőtt, hogy elérné a folyót. Ilyenkor lehet gyönyörködni a több száz méter magas kőfaragványokban, amelyet az évmilliók során a vízcseppek a sziklafalba vájtak.

## Turizmus, megközelítése
Az Angel-vízesést nem könnyű megközelíteni, mivel közút nem vezet a vízesés közvetlen közelébe. Kétféle módja lehet: vagy kisrepülővel (helikopterrel), vagy az esős évszakban bárka vagy kishajó fedélzetéről lehet megszemlélni az Angel-vízesést. Bár egynapi hajóúttal közelíthető meg a venezuelai Canaimából, Venezuela legnagyobb turisztikai látványosságává fejlődött az utóbbi évtizedekben. Felkeresése száraz évszakban (decembertől márciusig) kevésbé ajánlott, ugyanis akkor nem nyújt olyan impozáns látványt az Angel-vízesés, mint nedves évszakban, és megközelítése is nehezebb a folyó alacsony vízállása miatt.

## Egyéb
Az őslakosok Kerekupai-Merúnak nevezik, ami körülbelül annyit jelent, hogy „a legmélyebb hely vízesése”. Sokan tévesen Churun-merunak hívják, ami pemon nyelven villámot jelent, de az egy másik vízesés neve a közelben.
A világ legnagyobb rágcsálója a vízidisznó az Angel-vízesés környékén él.

## A föld tíz legmagasabb vízesése
A világ legmagasabb vízeséseinek listája.

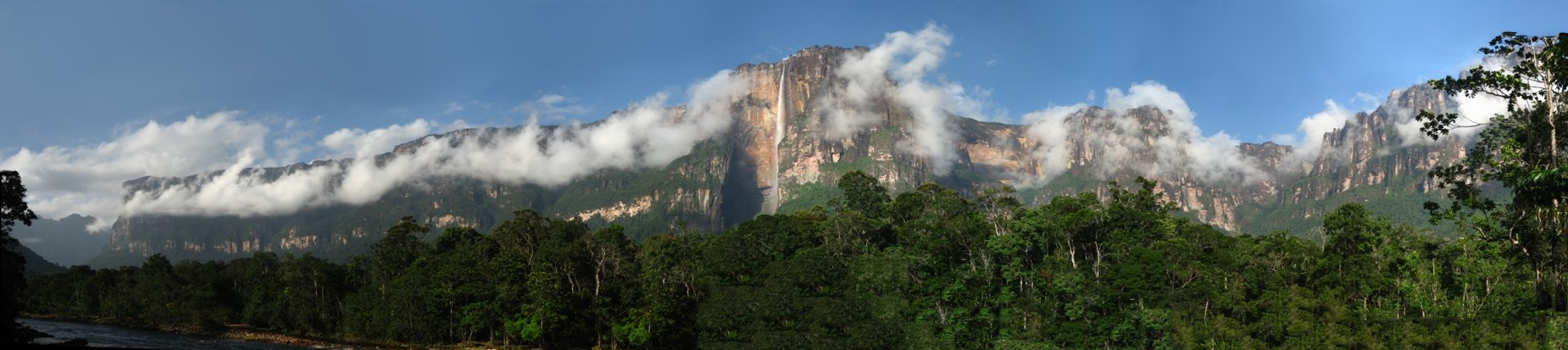
Panoráma

| Sorszám | Vízesés                     | Magasság | Elhelyezkedés                                             | Kép |
| ------- | --------------------------- | -------- | --------------------------------------------------------- | --- |
| 1       | Angel-vízesés               | 979 m    | Canaima Nemzeti Park, Venezuela, Bolívar szövetségi állam |     |
| 2       | Tugela-vízesés              | 948 m    | Dél-afrikai Köztársaság, KwaZulu-Natal                    |     |
| 3       | Cataratas las Tres Hermanas | 914 m    | Peru, Ayacucho megye                                      |     |
| 4       | Olo'upena-vízesés           | 900 m    | Hawaii, Molokai                                           |     |
| 5       | Yumbilla-vízesés            | 896 m    | Peru, Amazonas megye                                      |     |
| 6       | Vinnufossen                 | 860 m    | Norvégia, Møre og Romsdal megye                           |     |
| 7       | Balåifossen                 | 850 m    | Norvégia, Hordaland megye                                 |     |
| 8       | Pu'uka'oku Falls            | 840 m    | USA, Hawaii                                               |     |
| 9       | James Bruce-vízesés         | 840 m    | Kanada, Brit Columbia                                     |     |
| 10      | Browne-vízesés              | 836 m    | Új-Zéland, Déli-sziget, Doubtful Sound                    |     |